# Jardín Subtropical Abbotsbury

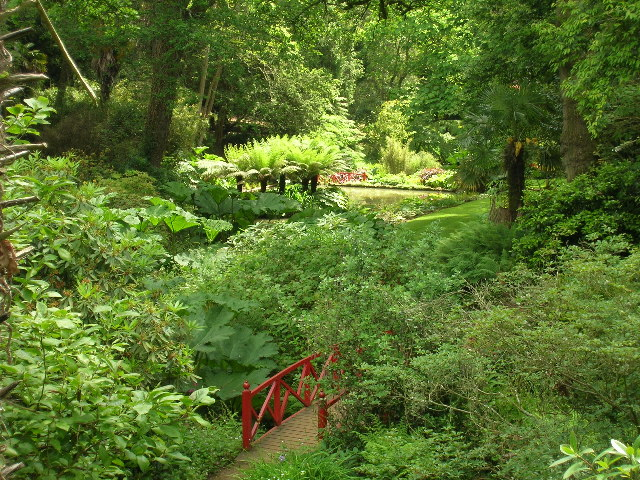
Vista del Abbotsbury Subtropical Gardens.

El Jardín Subtropical Abbotsbury en inglés: Abbotsbury Subtropical Gardens es un arboreto y jardín botánico de 20 acres (81,000 m²) cerca de Abbotsbury, Dorset, en el sur de Inglaterra. 

## Localización
Los jardines están en un valle enselvado y resguardado, que hacia  abajo llega a la playa de Chesil Beach, en la Costa Jurásica. Esto proporciona a microclima en la cual plantas más delicadas que normalmente no se desarrollan en la Inglaterra meridional pueden prosperar. Sin embargo, en 1990, las violentas tormentas dañaron a muchos de los especímenes raros, que han sido substituidos desde entonces por plántulas más pequeñas. 
Abbotsbury Subtropical Gardens Abbotsbury, Dorset, England-Inglaterra, United Kindong-Reino Unido. 50°39′49.32″N 2°37′7.32″O / 50.6637000, -2.6187000

## Historia
Fueron fundados originalmente en 1765 por la condesa de Ilchester como un jardín de cocina, para suministrar plantas culinarias para el castillo próximo.
Desde entonces, los jardines han evolucionado a la extensión actual y al cultivo de plantas exóticas, muchas de las cuales eran las especies descubiertas en viajes de exploración por territorios de climas más cálidos y cuando fueron introducidas por vez primera.

## Colecciones
Las plantas existentes se exhiben en:
- Jardines formales,
- Jardines informales,
- Paseos arbolados,
- Jardín vallado.